# Mario Porrati
Mario Porrati (Alessandria, 21 aprile 19?? – ...) è stato un calciatore italiano.

## Carriera
Nonostante sia di origini Alessandrine inizia a giocare a Milano con la Associazione Calcio Libertas dove resta fino alla stagione 1921-1922 giocando nel ruolo attaccante, ottenendo il 2º posto nel girone lombardo E nella stagione 1921-1922.
Nella stagione successiva passa all'Associazione Calcio Fanfulla trasferendosi dunque nella città di Lodi, cambia ruolo giocando come difensore.
Nell'estate del 1924 dà l'addio al calcio